# Ricarda Funk
Ricarda Funk (* 15. April 1992 in Bad Neuenahr-Ahrweiler) ist eine deutsche Kanutin, die im Kanuslalom im Einer-Kajak antritt. Sie wurde 2021 bei den Olympischen Spielen 2020 in Tokio Olympiasiegerin.

## Erfolge
Die Sportlerin des Deutschen Kanu-Verbandes (DKV) wuchs in Remagen und Bad Breisig am Rhein auf. Nach dem Abitur am Rhein-Gymnasium Sinzig wurde sie in die Spitzensportförderung der Bundeswehr aufgenommen. Neben dem Training studiert sie per 2017 Medien- und Kommunikationswissenschaften an der Universität Augsburg.
Funk wurde 2015 zur rheinland-pfälzischen Landessportlerin des Jahres gewählt.
Zu ihren größten sportlichen Erfolgen zählen bisher der Gewinn der Europameisterschaft 2014, der Gewinn der Vize-Europameisterschaft 2015 und der Vize-Weltmeisterschaft 2015. 2016 verpasste sie als Favoritin die Olympiaqualifikation, gewann aber im gleichen Jahr die Weltcupserie. Bei den Kanuslalom-Weltmeisterschaften 2017 gewann sie Bronze im Einzel- und Gold im Teamwettbewerb, bei den Kanuslalom-Europameisterschaften 2018 Gold.
Bei den Olympischen Spielen 2020 in Tokio gewann Funk 2021 ihre Konkurrenz und holte eine olympische Goldmedaille.
Im September 2021 holte Funk bei den Weltmeisterschaften in Bratislava zudem eine historische Goldmedaille im K1 der Damen: Funk ist die erste und bis dato einzige Kanuslalom-Athletin, die im gleichen Jahr Gold bzw. überhaupt Medaillen bei Olympischen Spielen und Weltmeisterschaften gewann. Hintergrund ist, dass in Olympiajahren regulär keine Kanuslalom-Weltmeisterschaften stattfinden. Erst die Verschiebung der Spiele von Tokio um ein Jahr machte Funks historisches Double möglich.
Bei den Olympischen Spielen 2024 belegte sie nach einem Torfehler kurz vor Schluss Rang elf.

## Persönliche Auszeichnungen
- 2021: Silbernes Lorbeerblatt
- 2015, 2021, 2022, 2023: Sportlerin des Jahres von Rheinland-Pfalz
- 2021: 3. Platz Deutschlands Sportlerin des Jahres
- 2022: Bayerischer Verdienstorden[5]